# Apremont-la-Forêt
Apremont-la-Forêt – miejscowość i gmina we Francji, w regionie Grand Est, w departamencie Moza.
Według danych na rok 1990 gminę zamieszkiwały 342 osoby, a gęstość zaludnienia wynosiła 10 osób/km² (wśród 2335 gmin Lotaryngii Apremont-la-Forêt plasuje się na 713. miejscu pod względem liczby ludności, natomiast pod względem powierzchni na miejscu 39.).